# Ádám Holczer
Ádám Holczer (Ajka, 28 marzo 1988) è un calciatore ungherese, portiere del Soroksár.

## Palmarès

### Club

#### Competizioni nazionali
- Coppa d'Ungheria: 1

Ferencváros: 2016-2017
- Campionato ungherese: 1

Ferencváros: 2018-2019